# Juegos Intercolegiados Nacionales
Los Juegos Intercolegiados Nacionales conocidos como Juegos «Superate Intercolegiados» hasta 2018, son el evento que reúne año tras año a los deportistas de los colegios colombianos quienes compiten en 19 disciplinas deportivas. La gran mayoría de estos jóvenes siguen su carrera en el mundo deportivo, compiten luego en los Juegos Deportivos Nacionales de Colombia con mira a los Juegos Olímpicos, desde el año 2013 en el gobierno de Juan Manuel Santos, después de alcanzar el máximo éxito en los olímpicos de Londres 2012, se pasan a llamar con el adjetivo: «Superate», en alianza con el Ministerio de Educación, esta alianza se extendió hasta el año 2018, volviendo a su nombre original.

## Historia
El primer antecedente de estos juegos se origina en el año de 1911, un 24 de mayo, por medio de la resolución número 26, el Gobierno Nacional, cuando se realizó por primera vez un evento que reunió a jóvenes deportistas de colegios e instituciones, y se desarrolla el primer certamen deportivo oficial en establecimientos educativos, el cual consistió en un concurso de Gimnasia con Presentación, Ejercicios musculares, Salto alto, Carrera con obstáculos, Arrojar la pelota, Salto con garrocha y Evoluciones.
Los Juegos Deportivos Intercolegiados fueron creados por el Instituto Colombiano del Deporte, mediante el decreto 1191 de junio de 1978, en el gobierno de Alfonso López Michelsen.
En 1979 empezaron con tres deportes: Ajedrez, Baloncesto y Voleibol, con eliminatorias a nivel departamental y una fase nacional que tuvo delegaciones de los departamentos de Caldas, Chocó, Quindío y Antioquia.
El año de 1980, queda Campeón Nacional de fútbol intercolegiado el Gimnasio del Pacífico de la Ciudad de Tuluá Valle del Cauca.
Desde sus inicios el programa ha tenido diferentes nombres; en su comienzo se llaman Juegos Intercolegiados y con el ingreso de los deportes individuales desde 1982 se les llama JUEGOS INTERCOLEGIADOS NACIONALES En los años de 1985 y 1986, se crean los Centros Deportivos Pilotos " CEDEP" y luego de la fase subregional, se conformaban los equipos de conjunto como selecciones departamentales, siendo tal vez la época de mejor nivel técnico que se haya visto en el evento y donde surgieron destacadas y gran cantidad de deportistas que conformaron las selecciones nacionales , además de un inicio de técnicos que en la actualidad son de renombre nacional e internacional.
A partir de 1991 se les llama "Super Estrellas 2.000". Un departamento realiza los deportes de conjunto y otro los deportes individuales; las disciplinas que participan en este periodo son: Baloncesto, Fútbol, Fútbol de Salón, Béisbol, Softbol, Voleibol, Ajedrez, Atletismo, Boxeo, Ciclismo, Gimnasia, Lucha, Judo, Karate Do, Taekwondo, Tenis de Mesa, Natación, Levantamiento de Pesas y Patinaje. Los departamentos de Antioquia y Valle del Cauca son los que más títulos han obtenido. Durante la época de Súper Estrellas. Antioquia ganó en los años de 1991,1993, 1994 y Valle en el año de 1992, hay que destacar que para esta época la empresa privada entra a patrocinar este evento, como es Postobón S.A.
Desde el año de 1996 Antioquia ha ganado todas las finales nacionales, realizadas en: 1996 en Bucaramanga; 1997 en Bogotá; 1998 se aplazan y la edición correspondiente se cumple en Pereira en 1999.
La versión del año 2000 tiene lugar en Cartagena. En los años 2001 y 2002 los Juegos se realizan únicamente hasta La fase departamental, sin final nacional.
En el 2003 el evento tiene como sede a Bogotá y el campeón es Antioquia.
Para el año 2004 se deja a criterio de cada departamento la ejecución del programa y en el 2005 Coldeportes nuevamente efectúa el evento esta vez en Cali pero solamente en la categoría A. Hasta el nivel departamental en la categoría B. En el año 2006 se realizan en Medellín y gana Antioquia.Bogotá es campeón de los juegos en Cartagena 2007, Antioquia nuevamente es campeón en Armenia 2008.En 2009 Bogotá es campeón en los juegos realizados en Boyacá En 2010 la sede de la Categoría A es repartida entre varios municipios de Cundinamarca entre ellos Sopó, Cogua, Zipaquirá y Bogotá la capital.
El campeón es el departamento de Valle del Cauca. La categoría B tiene sus actividades programadas para octubre de 2010 y la sede será el departamento de Antioquia.
En 2010 la imagen oficial del evento fue Carlos Valderrama leyenda del fútbol colombiano, quien viajó por todo el país promocionando los juegos y el deporte en Colombia.
A Partir del año 2013 se llaman Juegos "Superate Intercolegiados", desarrollándose en conjunto con el Ministerio de Educación también llamándose "Superate en el Saber".
Desde la creación de "superate intercolegiados", hasta el año 2016 la final nacional fue en Bogotá. En el año 2017 en la era "superate", la final nacional se descentraliza teniendo como sedes a Cali y Palmira.
Los juegos son conocidos también en su forma abreviada como Intercoles ó superate intercolegiados.

## Categorías
Los Juegos Intercolegiados Nacionales se juegan en dos categorías denominadas A y B, en la A participan estudiantes entre 11 y 14 años y en la B estudiantes entre 15 y 17 años.
A partir de 1980 se inicia un proceso de motivación y participación con las Instituciones Educativas de todo el departamento y se programan las siguientes fases:
- Fase Intramural: Se conforman equipos representativos de cada Institución Educativa, (Juegos Intercursos).
- Fase Municipal: Entre los colegios de un mismo municipio, llamada también eliminatoria municipal.
- Fase Intermunicipal: Eliminatoria entre los municipios que se inscriben con partidos de ida y regreso, o se conforman grupos con eliminatoria entre ellos.
- Final Departamental: Acuden las Instituciones Educativas que ganaron el deporte en cada una de las fases subregionales.
- Zonal Nacional: Se realiza en los deportes de conjunto con los departamentos de Caldas, Chocó, Tolima y Risaralda, esta fase se realiza únicamente en la Categoría A.
- Final Nacional: Asisten los ganadores de cada uno de los zonales subregionales Nacionales y se hace con la participación de los deportes individuales.

Los Juegos Supérate Intercolegiados en Colombia con las mayores cifras de inscripción fueron:
2016: 3,127,000 deportistas inscritos.
2017: 3,274,065 deportistas inscritos.
2018: 3,284,353 deportistas inscritos.
2019: 3,400,000 deportistas inscritos.
Estas cifras son certificadas por el Ministerio del Deporte de Colombia (anteriormente Coldeportes), que organiza estos juegos. Para verificar estas cifras, puedes consultar los reportes oficiales del Ministerio del Deporte o fuentes confiables como comunicados de prensa y documentos oficiales publicados en el sitio web del Ministerio o en otros canales oficiales. Igualmente reflejan el éxito y la popularidad creciente del programa entre los jóvenes estudiantes del país.